# Idaea fucosa
Idaea fucosa là một loài bướm đêm trong họ Geometridae.